# Aoi Tada
Aoi Tada (Tada Aoi (多田葵?); Tokyo, 3 luglio 1981) è una cantante e doppiatrice giapponese.
Alla carriera di doppiatrice di cartoni animati quali Cowboy Bebop (Ed) e Digimon Tamers (Henry Wong, Suzie Wong) dal 2005 ha affiancato la carriera di cantautrice, pubblicando due album e cantando le sigle di Gunslinger Girl: Il Teatrino e Angel Beats!.